# Laguna de Aguere
La laguna de Aguere es el nombre que recibía un lago situado junto al casco antiguo de la ciudad de San Cristóbal de La Laguna en la isla de Tenerife —Canarias, España—, y que dio nombre a la localidad.
Esta laguna existió hasta su desecación en el siglo xix.

## Toponimia
Históricamente recibió el nombre de La Laguna desde la llegada de los conquistadores castellanos en el siglo xv, siendo conocida anteriormente por los guanches, primeros pobladores de la isla, como Aguere.

## Características
El lugar era usado por los aborígenes como área de pastoreo y de aprovechamiento de los frutos de mocanes y madroños y posiblemente la caza de aves.
Según el caballero inglés Edmond Scory, los guanches creían que las almas de los buenos y valientes habitaban en el valle de Aguere.
En las proximidades de este lago o laguna tuvo lugar la batalla de La Laguna que enfrentó a guanches y castellanos durante el proceso de conquista de la isla en 1496.
Tras la conquista, el Adelantado Alonso Fernández de Lugo fundó en sus márgenes la nueva ciudad de San Cristóbal de La Laguna, de urbanismo típicamente castellano.
Es sabido que la laguna era navegable, pues en documentos antiguos se menciona que los frailes del convento de San Miguel de las Victorias lo cruzaban en una pequeña embarcación para dirigirse al centro de la ciudad y regresar posteriormente a su convento.

## Desaparición
El escritor José Viera y Clavijo hace referencia que al menos desde el siglo xviii se realizaron obras de drenaje de la laguna, debido a que era una zona pantanosa y de ciénagas.
Durante el aluvión que en 1826 afectó a Canarias, el lago se desbordó e inundó la ciudad.
En 1837, la Comandancia de Ingenieros drenó el agua y para 1839, ya la laguna había sido desecada según palabras del geólogo Sabino Berthelot.
Olivia Stone escribió en 1888 que aunque la laguna había desaparecido completamente reaparecía en la época lluviosa como un área pantanosa.
En la actualidad, el terreno en donde se encontraba el lago se encuentra sepultado por el desarrollo urbanístico de la ciudad de San Cristóbal de La Laguna.